# Evenus regalis
Espèce
Evenue regalis est une espèce de lépidoptères (papillons) de la famille des Lycaenidae et de la sous-famille des Theclinae.

## Dénomination
Evenus  regalis  a été décrit par Pieter Cramer en 1775, sous le nom initial de Papilio regalis.
Synonymes: Papilio endymion Fabricius, 1781; Thecla regalis ; Hewitson, 1865,

### Noms vernaculaires
Evenus  regalis se nomme Regal Hairstreak en anglais.

## Description
Evenus  regalis est un petit papillon aux antennes et aux pattes annelées de blanc, avec deux fines queues à chaque aile postérieure, une longue et une très longue.
Le dessus est bleu métallisé finement bordé de noir avec un gros ocelle rouge en position anale.
Le revers des ailes antérieures est vert orné d'une ligne marron postdiscale, celui des ailes postérieures est vert avec une ligne postdiscale marron doublée d'une large bande rouge avec un ocelle marron pupillé de rouge en position anale.

## Écologie et distribution
Evenus  regalis  est présent au Mexique, au Costa Rica, au Guatemala, en Colombie, en Équateur, au Brésil, au Surinam, en Guyana et en Guyane,.

### Protection
Pas de statut de protection particulier.

### Philatélie
Un timbre a été émis au Brésil en 1979.